# NGC 6263
NGC 6263 est une vaste et lointaine galaxie elliptique située dans la constellation d'Hercule. Sa vitesse par rapport au fond diffus cosmologique est de 10 315 ± 26 km/s, ce qui correspond à une distance de Hubble de 152,1 ± 10,7 Mpc (∼496 millions d'al). NGC 6263 a été découverte par l'astronome allemand Albert Marth en 1864.
La galaxie PGC 214554 située à proximité de NGC 6263 est aussi une galaxie lointaine et sa distance de Hubble est égale à 156 ± 11 Mpc (∼509 millions d'al). Étant donné les incertitudes des distances de ces deux galaxies, il se pourrait qu'elles forment une paire physique.
À ce jour, trois mesures non basées sur le décalage vers le rouge (redshift) donnent une distance de 145,667 ± 38,786 Mpc (∼475 millions d'al), ce qui est à l'intérieur des valeurs de la distance de Hubble.